# Pararhadinaea melanogaster
Pararhadinaea melanogaster Boettger, 1898 è un serpente della famiglia Lamprophiidae, endemico del Madagascar. È l'unica specie nota del genere Pararhadinaea.

## Distribuzione e habitat
La specie è diffusa nella parte settentrionale del Madagascar.

## Conservazione
La IUCN Red List classifica Pararhadinaea melanogaster come specie vulnerabile.

Parte del suo areale ricade all'interno del parco nazionale di Marojejy, della riserva speciale dell'Ankarana e della riserva speciale di Analamerana.